# 深裂盾蕨
深裂盾蕨（学名：Neolepisorus emeiensis f. dissectus）为水龙骨科盾蕨属峨眉盾蕨下的一个变型。